# WestJet
WestJet Airlines Ltd. là một hãng hàng không giá rẻ Canada, cung cấp dịch vụ hàng không thường lệ và thuê chuyến lên đến 91 điểm đến tại Canada, Hoa Kỳ, châu Âu, Mexico, Trung Mỹ và vùng Ca-ri-bê. Được thành lập vào năm 1996, nó hiện là hãng hàng không lớn thứ hai của Canada, sau Air Canada, hoạt động trung bình 425 chuyến bay và chở hơn 45.000 hành khách mỗi ngày. Trong năm 2013, WestJet chuyên chở 18,5 triệu lượt hành khách, làm cho hãng thành hãng hàng không thứ chín lớn nhất ở Bắc Mỹ theo số lượng hành khách vận chuyển.
WestJet là một công ty đại chúng với hơn 10.000 nhân viên, không phải là thành viên của bất kỳ liên minh hàng không nào. Hãng sử dụng ba biến thể của dòng máy bay Boeing 737 Next Generation, và đã công bố kế hoạch mua bốn máy bay Boeing 767-300ER. Công ty con của hãng là WestJet Encore cũng vận hành các tàu bay Bombardier Q400. Trụ sở chính của hãng nằm liền kề với sân bay quốc tế Calgary.
WestJet có doanh thu hành khách của 3,4 tỷ đô la Canada (CAD) vào năm 2012 và báo cáo năm 2012 thu nhập hàng năm hãng là 1,78 đô Canada cho mỗi cổ phiếu, tăng 68% trong năm qua năm so với năm 2011 EPS.

## Dịch Covid-19
Vào ngày 17/3/2020, WestJet ngừng hoạt động tất cả các chuyến bay quốc tế và vào ngày 24/3, WestJet đã sa thải 6.900 nhân viên, tức là khoảng một nửa tổng số nhân viên. Tuy nhiên, vào ngày 9/4, WestJet đã tuyển dụng lại 6.400 nhân viên tạm thời do chương trình trợ cấp tiền lương của liên bang. Vào ngày 17/4/2020, WestJet thông báo họ sẽ sa thải 1.700 phi công. Vào ngày 22/4/2020, WestJet đã sa thải thêm 3.000 nhân viên. Vào ngày 24 tháng 6 năm 2020, WestJet đã sa thải thêm 3.300 nhân viên như một phần của kế hoạch tái cơ cấu, chỉ còn lại 4.500 nhân viên trong biên chế của công ty. WestJet đã tuyển dụng hơn 14.000 người trước khi bắt đầu đại dịch. Vào ngày 6/2/2021, Westjet đã bố trí thêm 250 nhân viên, với lý do những hạn chế đi lại gần đây

## Các thỏa thuận

### Thỏa thuận liên danh
- Aeroméxico
- Air France
- Azores Airlines
- Cathay Pacific
- China Airlines
- China Eastern Airlines
- China Southern Airlines
- Delta Air Lines
- Emirates
- Hainan Airlines
- Hong Kong Airlines
- Japan Airlines
- KLM
- Korean Air
- LATAM Brasil
- LATAM Perú
- Philippine Airlines
- Qantas
- Virgin Atlantic
- XiamenAir

### Thỏa thuận liên tuyến
- Aer Lingus
- Aeroflot
- Air China
- Air New Zealand
- Air Tahiti Nui
- Alaska Airlines
- Alitalia
- American Airlines
- British Airways
- Canadian North
- Central Mountain Air
- Condor
- El Al
- Etihad Airways
- EVA Air
- Fiji Airways
- Finnair
- Icelandair
- LOT Polish Airlines
- Pakistan International Airlines
- PAL Airlines
- TAP Air Portugal
- Tunisair
- Ukraine International Airlines
- United Airlines

## Đội bay
Tính đến tháng 6/2021
| Máy bay           | Đang vận hành | Đặt hàng | Hành khách | Hành khách | Hành khách | Hành khách | Ghi chú                        |
| Máy bay           | Đang vận hành | Đặt hàng | C          | P          | E          | Total      | Ghi chú                        |
| ----------------- | ------------- | -------- | ---------- | ---------- | ---------- | ---------- | ------------------------------ |
| Boeing 737-700    | 51            | —        | —          | 12         | 122        | 134        |                                |
| Boeing 737-800    | 39            | —        | —          | 12         | 162        | 174        |                                |
| Boeing 737 MAX 7  | —             | 22       | —          | 12         | 134        | 146        | Bắt đầu giao hàng từ năm 2021  |
| Boeing 737 MAX 8  | 14            | 8        | —          | 12         | 162        | 174        |                                |
| Boeing 737 MAX 10 | —             | 12       | TBA        | TBA        | TBA        | TBA        | Bắt đầu giao hàng từ năm 2022. |
| Boeing 787-9      | 6             | 4        | 16         | 28         | 276        | 320        |                                |
| Tổng cộng         | 123           | 46       |            |            |            |            |                                |